# Centre canadien sur les dépendances et l'usage de substances
Le Centre canadien sur les dépendances et l'usage de substances est l'organe national canadien de renseignements sur les toxicomanies. Il a été constitué à la suite de la loi du 31 août 1988. Son siège social est à Ottawa.
Sa mission consiste à aider à réduire les problèmes liés à l'alcoolisme et aux dépendances par la mise en place d'une information objective et factuelle. Il possède aussi un rôle en matière de prévention.
Ses activités sont financées par Santé Canada dans le cadre de la stratégie canadienne antidrogue. 
Il a permis la création du Centre national de documentation sur l'alcoolisme et les toxicomanies.

## Note
1. ↑  CCLAT - Loi sur le CCLAT

### Organismes équivalents
- En Belgique : Institut de santé publique
- En France : Observatoire français des drogues et des toxicomanies
- En Suisse : Addiction Info Suisse